# Julius Gerhardt
Julius Gerhardt, född den 18 januari 1827 i Buchwald, Hirschberg, död den 18 november 1912 i Liegnitz, var en schlesisk lärare, botaniker och coleopterolog.

Auktorsnamnet Gerhardt kan användas för Julius Gerhardt i samband med ett vetenskapligt namn inom botaniken; se Wikipediaartiklar som länkar till auktorsnamnet.

## Eponym och utmärkelser
Skalbaggarna Limnebius gerhardti, Olibus gerhardti och Ceuthorrhynchus gerhardti samt svampen Physoderma gerhardtii är uppkallade efter Julius Gerhardt.
Gerhardt tilldelades Hohenzollerska husorden.